# Élections municipales ontariennes de 2014
Les élections municipales ontariennes de 2014 se tiennent le 27 octobre 2014. Les électeurs de l'Ontario sont appelés aux urnes afin d'élire des maires, des conseillers municipaux et des conseillers scolaires.

## Date du scrutin
Les élections municipales seront tenues le 4e lundi du mois d'octobre. Les élus siégeront pendant un mandat de 4 ans. De 1978 à 2006, les élections se tenaient le 2e lundi de novembre.

## Durée des mandats
En 2006, l'Assemblée législative de l'Ontario a passé le projet de loi 81 (Annexe H), changeant la durée des mandats des élus municipaux de 3 à 4 ans.

## Mise en candidature
La période officielle de mise en candidature a débuté le 2 janvier 2014, ce qui marque le début de la campagne électorale. La période de mise en candidature est ouverte jusqu'à la mi-septembre.
Certains maires actuels ont déjà déposé leur candidature pour briguer un autre mandat. C'est notamment le cas du maire controversé de Toronto Rob Ford. Le maire de Thunder Bay, et la mairesse de Sault Ste. Marie ont également fait part de leur intention de se présenter pour un autre mandat.
Le maire de Windsor cependant, Eddie Francis, ne se présentera pas pour tenter d'obtenir un 4e mandat, et retournera au secteur privé à la fin de son mandat.
Parmi d'autres candidats importants figure notamment Linda Jeffrey, ancienne députée et ministre provinciale libérale qui brigue le poste de mairesse de Brampton.

## Municipalités à palier unique

### Brant
| Candidats au poste de Maire | # de Votes | %     |
| --------------------------- | ---------- | ----- |
| Ron Eddy                    | 5 357      | 56,77 |
| Roy Haggart                 | 2 508      | 26,58 |
| Shawn Pratt                 | 1 571      | 16,65 |

### Brantford
| Candidat(s) au poste de Maire | # de Votes | %     |
| ----------------------------- | ---------- | ----- |
| Chris Friel                   | 8 743      | 36,02 |
| Mary Ellen Kaye               | 1 113      | 4,59  |
| Mark H. Littell               | 2 018      | 8,31  |
| Michael St.Amant              | 3 703      | 15,26 |
| John Turmel                   | 133        | 0,55  |
| Jan Vanderstelt               | 4 519      | 18,62 |
| Dave Wrobel                   | 4 042      | 16,65 |

### Chatham-Kent
| Candidat(s) au poste de Maire | # de Votes | %     |
| ----------------------------- | ---------- | ----- |
| Steve Brent                   | 5 603      | 17,31 |
| Jeff Bultje                   | 4 298      | 13,28 |
| Marjorie Crew                 | 7 884      | 24,35 |
| Randy Hope                    | 9 242      | 28,55 |
| Reno Lachapelle               | 558        | 1,72  |
| Ian McLarty                   | 4 451      | 13,75 |
| John Willatt                  | 339        | 1,05  |

### Grand Sudbury
À Sudbury, parallèlement à l'élection du conseil municipal et des conseillers scolaires, un référendum aura lieu afin de poser trois questions à la population, soit si elle souhaite un règlement permettant l'ouverture des établissements de commerce de détail le 26 décembre, soit le "Boxing Day"; un règlement permettant l'ouverture de ces établissements le jour du Congé civique du premier lundi d'août; ainsi qu'un règlement donnant la liberté à ces établissements de fixer eux-mêmes leurs heures d'ouverture.
| Candidats au poste de Maire | # de Votes | % |
| --------------------------- | ---------- | - |
| Jean-Raymond Audet          |            |   |
| Brian Bigger                |            |   |
| Jeanne Brohart              |            |   |
| Ron Dupuis                  |            |   |
| Jeff Huska                  |            |   |
| Richard Majkot              |            |   |
| Dan Melanson                |            |   |
| Ed Pokonzie                 |            |   |
| David Popescu               |            |   |
| John Rodriguez              |            |   |

### Haldimand
| Candidats au poste de Maire | # de Votes | % |
| --------------------------- | ---------- | - |
| Ken Hewitt                  |            |   |
| Marnie Knight               |            |   |
| Kevin Smith                 |            |   |
| John Trainer                |            |   |

### Hamilton
| Candidats au poste de Maire | # de Votes | % |
| --------------------------- | ---------- | - |
| Michael Baldasaro           |            |   |
| Ejaz Butt                   |            |   |
| Mike Clancy                 |            |   |
| Brad Clark                  |            |   |
| Fred Eisenberger            |            |   |
| Francis Warrand             |            |   |
| Nick Iamonico               |            |   |
| Crystal Lavigne             |            |   |
| Brian McHattie              |            |   |
| Micheal A. Pattinson        |            |   |
| Phil Ryerson                |            |   |
| Ricky Tavares               |            |   |

### Kawartha Lakes
| Candidats au poste de Maire | # de Votes | % |
| --------------------------- | ---------- | - |
| Bill Demby                  |            |   |
| Brenda Lee Karagiannis      |            |   |
| Andy Letham                 |            |   |
| John Macklem                |            |   |
| Donna Villemaire            |            |   |

### Norfolk
| Candidats au poste de Maire | # de Votes | % |
| --------------------------- | ---------- | - |
| Charlie Luke                |            |   |
| Jim Miller                  |            |   |
| Dennis Travale              |            |   |

### Ottawa
| Candidats au poste de Maire | # de Votes | % |
| --------------------------- | ---------- | - |
| Bernard Couchman            |            |   |
| Mike Maguire                |            |   |
| Rebecca Pyrah               |            |   |
| Michael St.Arnaud           |            |   |
| Andy Syed                   |            |   |
| Jim Watson                  |            |   |
| Robert White                |            |   |
| Darren W. Wood              |            |   |

### Comté du Prince-Édouard
| Candidats au poste de Maire | # de Votes | % |
| --------------------------- | ---------- | - |
| Robert Leighton Quaiff      |            |   |
| Jeff Goddard                |            |   |
| Paul Boyd                   |            |   |

### Toronto
Au début de la campagne électorale à Toronto, les candidats vedettes sont le maire sortant Rob Ford, qui brigue un second mandat, l'ancien chef progressiste-conservateur provincial John Tory, l'ancienne présidente de la Commission des transports de Toronto (CTT)  Karen Stintz, ainsi que l'ancienne députée néo-démocrate fédérale de Trinity—Spadina, et veuve de l'ancien chef de l'opposition officielle Jack Layton, Olivia Chow ,,. Néanmoins, au cours de la campagne, Rob Ford se retire de la course à la mairie à la suite d'un diagnostic de cancer. Son frère Doug Ford le remplace in-extremis, remplissant les documents de candidature le dernier jour d'inscription. La candidate Karen Stintz a également retiré sa candidature durant la campagne.
| Candidats au poste de Maire | # de Votes | % |
| --------------------------- | ---------- | - |
| Said Aly                    |            |   |
| Don Andrews                 |            |   |
| Christopher Ball            |            |   |
| Morgan Baskin               |            |   |
| Jeff Billard                |            |   |
| Jonathan Bliguin            |            |   |
| Frank Burgess               |            |   |
| Selina Chan                 |            |   |
| Olivia Chow                 |            |   |
| Mark Cidade                 |            |   |
| Kevin Clarke                |            |   |
| Matthew Crack               |            |   |
| George Dedopoulos           |            |   |
| Rocco Di Paola              |            |   |
| Ryan Emond                  |            |   |
| Doug Ford                   |            |   |
| Mike Gallay                 |            |   |
| Leo Gambin                  |            |   |
| Jonathan Glaister           |            |   |
| Ari Goldkind                |            |   |
| Michael Gordon              |            |   |
| Monowar Hossain             |            |   |
| Charles Huang               |            |   |
| Chinh Huynh                 |            |   |
| Robb Johannes               |            |   |
| Chai Kalevar                |            |   |
| Jon Karsemeyer              |            |   |
| Veerayya Kembhavimath       |            |   |
| Klim Khomenko               |            |   |
| Steven Lam                  |            |   |
| Dewitt Lee                  |            |   |
| Diana Maxted                |            |   |
| Dave McKay                  |            |   |
| Matt Mernagh                |            |   |
| Ram Narula                  |            |   |
| Michael Nicula              |            |   |
| Mohammad Okhovat            |            |   |
| Oweka-Arac Ongwen           |            |   |
| Radu Popescu                |            |   |
| Josh Rachalis               |            |   |
| Dionne Renée                |            |   |
| Carlie Ritch                |            |   |
| Pat Roberge                 |            |   |
| Lee Romanov                 |            |   |
| Jim Ruel                    |            |   |
| Ashok Sajnani               |            |   |
| Russell Saunders            |            |   |
| Wally Schwauss              |            |   |
| Donovan Searchwell          |            |   |
| Jamie Shannon               |            |   |
| Erwin Sniedzins             |            |   |
| Tibor Steinberger           |            |   |
| Sam Surendran               |            |   |
| Hïmy Syed                   |            |   |
| Michael Tasevski            |            |   |
| Ramnarine Tiwari            |            |   |
| John Tory                   |            |   |
| Micheal Tramov              |            |   |
| Christina Van Eyck          |            |   |
| René Viau                   |            |   |
| Ratan Wadhwa                |            |   |
| Daniel Walker               |            |   |
| Jack Weenen                 |            |   |
| Matthew Wong                |            |   |
| Troy Young                  |            |   |